# Levi Ankeny
Levi Ankeny (Buchanan County, 1º agosto 1844 – Walla Walla, 29 marzo 1921) è stato un politico statunitense.
Trasferitosi con i genitori dal Missouri all'Oregon, crebbe a Portland frequentando una scuola rurale e, più tardi, la Kingsley Academy avente sede nella città.
Si mise in affari in varie città: Lewiston (dove è il primo sindaco della città), Orofino e Florence, tutte nello stato dell'Idaho; in questa parte della sua vita fu particolarmente attivo nel commercio di bestiame. Infine si trasferì a Walla Walla, dedicandosi all'attività bancaria. Venne nominato membro della Commissione per la Esposizione panamericana, ricoprendovi la funzione di presidente.
Nel 1867 sposò Pauline Nesmith, figlia del Senatore dell'Oregon James W. Nesmith, dalla quale ebbe cinque figli.
Nel 1902 fu eletto al Senato degli Stati Uniti in rappresentanza del Partito Repubblicano, restando in carica per tre legislature, dal 4 marzo 1903 al 3 marzo 1909. Nel 1908 si ripresentò alle elezioni, ma non fu rieletto. Durante il suo mandato svolse le funzioni di capo del Comitato del Senato degli Stati Uniti per il Rilevamento Topografico della Costa e delle Isole nel 58º e nel 59º Congresso; e fu parte del Comitato per l'Irrigazione (poi divenuto "Comitato per l'Irrigazione e la Bonifica") nel 59º e 60º Congresso.
Continuò a lavorare nel ramo bancario a Walla Walla fino alla sua morte, avvenuta il 29 marzo 1921. È sepolto nel Cimitero Massonico della città.